# Kevin Anderson (attore)
Kevin Anderson (Gurnee, 13 gennaio 1960) è un attore statunitense.

## Biografia
Ha incominciato la sua carriera nel 1980 ed è principalmente noto per aver recitato nel 1991 in A letto con il nemico con Julia Roberts. Nel 1994 ha avuto un incidente in moto mentre intraprendeva un viaggio per il Paese, venendo colpito da una macchina: ha riportato una frattura alla gamba, la rottura di un braccio e complicazioni di salute, tra cui un'embolia. In seguito a ciò ha dovuto sospendere la carriera per un anno, dovendo affrontare una lunga riabilitazione.

## Vita privata
Dal 2003 è compagno dell'attrice Dawn Spence.

## Filmografia

### Cinema
- Risky Business - Fuori i vecchi... i figli ballano (Risky Business), regia di Paul Brickman (1983)
- Un ostaggio di riguardo (Orphans), regia di Alan J. Pakula (1987)
- Gli irriducibili (Miles from Home), regia di Gary Sinise (1988)
- Vietnam - Verità da dimenticare (In Country), regia di Norman Jewison (1989)
- A letto con il nemico (Sleeping with the Enemy), regia di Joseph Ruben (1991)
- Liebestraum, regia di Mike Figgis (1991)
- Hoffa - Santo o mafioso? (Hoffa), regia di Danny DeVito (1992)
- La notte che non c'incontrammo (The Night We Never Met), regia di Warren Leight (1993)
- L'uomo sbagliato (The Wrong Man), regia di Jim McBride (1993)
- Sol levante (Rising Sun), regia di Philip Kaufman (1993)
- Segreti (A Thousand Acres), regia di Jocelyn Moorhouse (1997)
- Firelight, regia di William Nicholson (1998)
- Gregory's Two Girls, regia di Bill Forsyth (1999)
- Un giorno rosso sangue (When Strangers Appear), regia di Scott Reynolds (2001)
- La tela di Carlotta (Charlotte's Web), regia di Gary Winick (2006)
- Wilde Salomé, regia di Al Pacino (2011)
- La maledizione di Chucky (Curse of Chucky), regia di Don Mancini (2013)
- Il paradiso per davvero (Heaven Is for Real), regia di Randall Wallace (2014)

### Televisione
- Law & Order - Unità vittime speciali (Law & Order: Special Victims Unit) – serie TV, episodio 11x21 (2010)

## Doppiatori italiani
Nelle versioni in italiano delle opere in cui ha recitato, Kevin Anderson è stato doppiato da:
- Marco Mete in Gli irriducibili
- Alessandro Quarta in Un ostaggio di riguardo
- Andrea Ward in Vietnam - Verità da dimenticare
- Massimo Rossi in A letto con il nemico
- Mauro Gravina in Hoffa - Santo o mafioso?
- Vittorio De Angelis in Sol levante
- Francesco Prando in Segreti
- Angelo Maggi in La tela di Carlotta